# Ефект Моцарта
Ефект Моцарта базується на теорії, згідно з якою прослуховування музики Моцарта може тимчасово підвищити бали в одній частині тесту IQ. Науково-популярні версії теорії стверджують, що «слухання Моцарта робить людину розумнішою» та раннє дитяче вживання класичної музики сприятливо впливає на розумовий розвиток.
Оригінальне дослідження 1993 року повідомляє про короткочасне (тривалістю близько 15 хвилин) покращення виконання певних видів розумових завдань (просторове мислення), таких як складання паперу та вирішення лабіринтів. Результати були дуже перебільшені пресою і були подані під заголовком: «Моцарт робить тебе розумним»що, як стверджувалося, стосується, зокрема, дітей (оригінальне дослідження включало 36 студентів коледжів). Ці претензії призвели до комерційної гонитви батьків за компакт-дисками із музикою Моцарта, штат Джорджія навіть запропонував бюджет, щоб забезпечити кожну дитину компакт-диском із класичною музикою.
Метааналіз досліджень, який відтворив оригінальне дослідження, показав, що є мало доказів того, що слухання Моцарта має якийсь особливий вплив на просторове мислення. Автор оригінального дослідження наголосив, що слухання Моцарта не впливає на загальний інтелект.

## Раушер та співавт.Дослідження 1993 року
Френсіс Раушер, Гордон Шоу та Кетрін Кі (1993) досліджували вплив слухання музики Моцарта на просторове мислення, і результати були опубліковані в Nature. Вони дали учасникам дослідження один із трьох стандартних тестів абстрактного просторового мислення після того, як вони випробували кожну з трьох умов прослуховування: Соната для двох фортеп'яно ре мажор, К. 448 Моцарта, словесні інструкції щодо релаксації та тиша. Вони виявили тимчасове вдосконалення просторових міркувань, виміряне за допомогою підзавдання просторових міркувань тесту IQ Стенфорда-Біне. Раушер та співавт. показати, що посилюючий ефект від музичного стану є лише тимчасовим: жоден студент не мав ефектів, що продовжувались після 15-хвилинного періоду, протягом якого вони проходили тестування. Дослідження не робить жодних тверджень про збільшення IQ загалом (оскільки IQ ніколи не вимірювали).

## Інше використання музики Моцарта
Хоч очевидно, що музика Моцарта не підвищує IQ, вивчення ефектів музики зачепило такі різноманітні площини як, наприклад, дослідження на тваринах, що свідчать про те, що навіть внаслідок внутрішньоутробного впливу в щурів покращується їх здатність до проходження лабіринту. Оригінальна заява продовжує впливати на суспільне життя. Наприклад, німецька очисна споруда відтворює музику Моцарта, щоб швидше розщепити відходи, повідомляє британський Guardian. Антон Стуцькі, головний оператор заводу Treuenbrietzen, сказав: «Ми вважаємо, що секрет у вібраціях музики, які проникають у все — включаючи воду, стічні води та клітини».

## Альфред А. Томатіс
Термін «ефект Моцарта» використовував французький дослідник Альфред А. Томатіс у своїй книзі 1991 року «Pourquoi Mozart?» (Чому Моцарт?) де він використовував музику Моцарта в своїх намаганнях «перекваліфікувати» слух, і вважав, що прослуховування музики, представленої на різних частотах, допомагає вуху, а також сприяє розвитку мозку, але його метод безпосередньо не пов'язаний із твердженнями, що слухання Моцарта підвищує інтелект.